# 北原薫明
北原 薫明（きたはら しげとし、1922年 - 2011年4月23日）は、日本の元警察官。 長野県駒ヶ根市生まれ。
赤穂農商校（現 長野県赤穂高等学校）を卒業後に中国大陸に渡り、陸軍少尉にて終戦を迎えるがシベリアに抑留。

## 経歴
- 1948年（昭和23年）-  復員。
- 1949年（昭和24年）-  長野県警察警察官拝命。
- 1979年（昭和54年）-  諏訪警察署長を最後に退職。
- 1979年（昭和54年）4月 - （財）長野県指定自動車教習所協会　事務局長就任
- 1988年（昭和63年）5月 - 同 専務理事退任
- 2011年（平成23年）4月23日 - 死去、享年88

あさま山荘事件当時の長野県警において、警備情報（作戦広報の警察用語）及び公安捜査を担当する警備第2課長を務めており、現地警備本部に幕僚として詰めた。
連合赤軍側からの銃撃を防禦するため、塹壕を掘り土嚢を積んだ軍隊での経験を活かして土嚢を構築したとされるが、佐々淳行の著書においては、実際にこのアイデアを発案したのは、樋口俊長・関東管区警察局公安部長とされる。

## 著書
- 『連合赤軍「あさま山荘事件」の真実』ほおずき書籍、1996年